# قوة محركة مغناطيسية

القوة المحركة المغناطيسية (بالإنجليزية: Magnetomotive force)‏ في الدائرة المغناطيسية مكافئة للقوة المحركة الكهربية في الدوائر الكهربية أو (فرق الجهد) تجاوزاً. والقوة المحركة المغناطيسية هي شدة المجال المغناطيسي في لفة من الأسلاك، ويعتمد هذا كمية التيار الكهربي المار في هذه اللفات وتزداد القوة المحركة المغناطيسية وبالتالي تزداد كمية الفيض المغناطيسي الجاري في الدائرة بازدياد شدة التيار الكهربي المار في اللفات، كذلك كلما زاد عدد اللفات زادت القوة المحركة وزاد تركيز خطوط القوة.
تعطى قوانين القوة المحركة المغناطيسية رياضيا كالتالي :
حسب قانون أمبير :
{\displaystyle M=\oint {\vec {H}}\cdot d{\vec {l}}}
M هي القوة المحركة ووحدتها أمبير-لفة و H هي شدة المجال المغناطيسي أمبير لكل متر
لحساب قيمة القوة المتحصلة جراء مرور تيار كهربي I في عدد من اللفات N.
{\displaystyle {\mathfrak {F}}=NI}
و تعطى علاقته بالفيض المغناطيسي الناشئ عنه كالتالي
{\displaystyle {\mathfrak {F}}=\Phi {\mathfrak {R}}}
حيث R هي الممانعة المغناطيسية.